# Johann Aloys Miksch

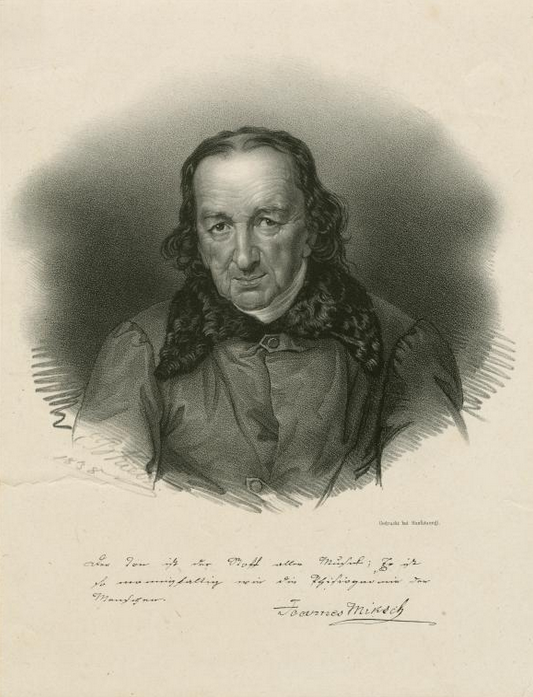
Johann Aloys Miksch (1765–1845), Lithografie 1838 von Ernst Benedikt Kietz (The New York Public Library)

Johann (Nepomuk) Aloys Miksch (* 19. Juli 1765 in St. Georgenthal in Böhmen; † 24. September 1845 in Dresden; mitunter in abweichender Schreibweise Mie(c)ksch bzw. Johannes) war ein böhmischer Sänger (Tenor) und Gesangslehrer.

## Leben
1777 wurde Miksch Kapellknabe der Hofkapelle Dresden, dort erhielt er Unterricht im Gesang sowie auf dem Klavier und der Orgel. Seinen ersten Klavier- und Gesangsunterricht erhielt er von seinem Vater, einem Kantor und Organisten in St. Georgenthal. Miksch studierte außerdem unter dem Kapellmeister Schuster Komposition und fand 1783 eine Anstellung bei der katholischen Hofkirchenmusik als Bariton. Im Alter von 20 Jahren erfolgte sein erster Auftritt als Opernsänger (als Bariton) in Dresden. 1786 wurde er Zeremoniensänger an der Katholischen Hofkirche. 1797 wurde er Tenorist der Italienischen Oper in Dresden.
Nachdem er aufgrund falscher Stimmbildung stimmkrank geworden war, nahm er Gesangsunterricht bei dem Kirchensänger und Kastraten Vincenzo Caselli. Angeregt durch diesen widmete er sich nunmehr ausschließlich dem Studium des Kunstgesangs und erlernte unter der Leitung Casellis, eines Zöglings der Bologneser Schule des Bernacchi, die dort befolgte Methode.
In den Jahren 1797–1801 sang er an der Italienischen Oper in Dresden und war ab 1801 Gesangslehrer der Hofkapellknaben, wo er zum Instruktor ernannt wurde.
1820 wurde er auf Veranlassung Carl Maria von Webers Chordirektor der Dresdner Hofoper unter Weber und 1824 zusätzlich Kustos der königlichen (Privat-)Musikaliensammlung des Königs Friedrich August II. 1831 wurde er pensioniert. Über seine Unterrichtsmethoden geben Tagebuchaufzeichnungen von Clara Wieck, die 1834 einige Gesangsstunden von Miksch erhielt, einen interessanten Einblick.
Miksch kommt das Verdienst zu, die Traditionen des älteren italienischen Kunstgesangs in Deutschland erhalten zu haben. Dem hohen Ansehen als Gesangslehrer verdankt er zudem zahlreiche Schüler, unter ihnen Johann Gottfried Bergmann, der spätere Gesangslehrer Ferdinand Sieber oder die Sängerinnen Wilhelmine Schröder-Devrient, Agnese Schebest, Friederike Funk und Henriette Grabau sowie der Sänger und spätere Schauspieler Friedrich Wilhelm von Kawaczynski.
Er war Mitglied der Dresdner Freimaurerloge Zu den drey Schwerdtern und wahren Freunden.
Mikschs Bruder, Adalbert Alexius Miksch (1776–1814), war Hornist der Dresdner Hofkapelle und verheiratet mit der Opernsängerin Maria Camilla Angiolini (1789–1824). Die Sopranistin war ab 1816 bis zu ihrem Tod an der Dresdner Hofoper engagiert.